# 凹真管螺
凹真管螺（学名：Euphaedusa simiola），是柄眼目烟管蜗牛科小烟管蜗牛属的一种。主要分布于中国大陆，常栖息在阴暗潮湿和多腐殖质的环境。